# Otočje Cooper
Otoci Cooper (eng. Cooper Islands) su skupina malih otoka smještenih 1.6 km od sjeveroistočne obale otoka Attu u Aleutskim otocima, Aljaska, SAD. Protežu se 480 metara od obale Aljaske u Beringovo more. Otoke je u srpnju 1855. godine po škuni USS Fenimore Cooper nazvao poručnik William Gibson, Ratna mornarica SAD-a.